# Ужрепт
Ужрепт (ранее Ужеперть, Ужеберть) — река в России, протекает в Угранском районе Смоленской области. Правый приток Угры.

## География
Длина реки составляет 31 км, площадь водосборного бассейна — 138 км².
Река Ужрепт берёт начало в болотах севернее деревни Буда. Устье реки находится в 326,8 км от устья Угры по правому берегу. Вдоль течения реки расположены населённые пункты Холмовского сельского поселения деревни Сергеевка и Холмы. В деревне Холмы на реке устроен пруд.

## Данные водного реестра
По данным государственного водного реестра России относится к Окскому бассейновому округу, водохозяйственный участок реки — Угра от истока и до устья, речной подбассейн реки — бассейны притоков Оки до впадения Мокши. Речной бассейн реки — Ока.
Код объекта в государственном водном реестре — 09010100412110000020590.